# Крапка
Кра́пка — знак пунктуації, який ставиться в кінці речення і після деяких скорочень. Є найуживанішим розділовим знаком[джерело?].
Крапку часто використовують у кінці скорочених слів — переважно у скороченнях, як тис. (тисяча), але не після стягнень, як млн (мільйон).
В англомовному світі розділовий знак, ідентичний крапці, використовують як десятковий розділювач.

## Історія

### Давньогрецьке походження
Символ крапки походить від грецької пунктуації, яку в III столітті до н. е. ввів Аристофан Візантійський. У його системі був ряд крапок, розташування яких визначало їх значення.

#### stigmḕ teleía,stigmḕ mésēтаhypostigmḕ
Кінець завершеної думки чи вислову позначали верхньою крапкою ⟨˙⟩, яку називали stigmḕ teleía (στιγμὴ τελεία) або «кінцева крапка». «Середня крапка» ⟨·⟩, stigmḕ mésē (στιγμὴ μέση), позначає розділення у вислові, спричинене довшим вдихом (по суті, крапка з комою), тоді як нижня крапка ⟨.⟩, називана hypostigmḕ (ὑποστιγμή) або «підкрапка», позначала розділення у вислові, спричинене коротшим вдихом (по суті, кома).

### Середньовічне спрощення
На практиці писарі здебільшого використовували кінцеву крапку; інші вийшли з ужитку і пізніше їх замінено іншими символами. Починаючи з IX століття, крапка почала з'являтися як нижня позначка (замість верхньої), і на час початку в Західній Європі друкування, нижня крапка стала звичною, а потім і універсальною.

## Використання
Крапка — найуживаніший розділовий знак; аналіз текстів показує, що приблизно половина всіх уживаних розділових знаків — це крапки.

### Закінчення речень
Крапки позначають кінець речення, яке не є питальним чи окличним.

### Знак множення
У країнах, які використовують кому як десятковий роздільник, крапка іноді зустрічається як знак множення, наприклад, 5,2 . 2 = 10,4; це використання є недоцільним у випадках, коли крапка використовується як десятковий роздільник, в такому разі використовують інтерпункт: 5,2 · 2 = 10,4.

### Позначення порядкових чисел
У багатьох мовах крапку ставлять у кінці порядкового числа. Це стосується переважно Центральної та Північної Європи: німецької, угорської, деяких слов'янських мов (чеської, словацької, словенської, сербсько-хорватської), фарерської, ісландської, данської, норвезької, фінської, естонської, латиської, а також баскської та турецької.
Сербський стандарт сербохорватської мови (на відміну від хорватського та боснійського стандартів) використовує крапку як порядковий покажчик лише після чисел, записаних арабськими цифрами, тоді як римські числа використовуються без крапки. У польській мові крапка може бути опущена, якщо немає двозначності, чи є даний числівник порядковим чи кількісним.

### Багаторівневі нумеровані заголовки
У сучасних текстах широко використовують багаторівневі нумеровані заголовки. Наприклад, номер 2.3.1.5 — це заголовок 4-го рівня в розділі 2.

### Логіка
У старій літературі з математичної логіки гліф крапки використовували для вказання того, як вирази повинні бути взяті в дужки (див. Глосарій Principia Mathematica).

### Інформатика
В інформатиці крапку часто використовується як роздільник, наприклад у доменних іменах, веб-адресах, іменах файлів і номерах версій програмного забезпечення:
- www.wikipedia.org
- document.txt
- 192.168.0.1
- Chrome 92.0.4515.130

У багатьох мовах програмування крапка — важлива частина синтаксису. C використовує її як засіб доступу до члена структури, і цей синтаксис успадкувала C++ для доступу до члена класу чи об'єкта. Java і Python також дотримуються цієї угоди. Pascal використовує крапку для доступу до члена набору записів (еквівалент struct у C), члена об'єкта, а також після конструкції end, яка визначає тіло програми. В APL її також використовують у позначеннях узагальненого скалярного добутку та векторного добутку. В Erlang, Prolog і Smalltalk крапка позначає кінець висловлювання («речення»). У регулярному виразі вона представляє збіг будь-якого символу. У Perl і PHP крапка є оператором конкатенації рядків. У стандартній бібліотеці Haskell це оператор композиції функцій. У COBOL крапка закінчує оператор.
У файлових системах крапкою зазвичай відділяють розширення назви файлу від імені файлу. RISC OS використовує крапки для розділення рівнів ієрархічної файлової системи у записах шляхів — подібно до / (пряма скісна риска) у системах на базі Unix і \ (обернена скісна риска) в системах на базі MS-DOS і системах Windows NT.
В Unix-подібних операційних системах деякі програми розглядають файли або каталоги, назви яких починаються з крапки, як приховані. Це означає, що типово вони не з'являються в переліках, які переглядаж користувач.
В Unix-подібних системах і Microsoft Windows крапка представляє поточний каталог файлової системи. Дві крапки (..) представляють батьківський каталог поточного каталогу.
Інтерпретатори командного рядка, похідні від оболонки Борна, такі як sh, ksh і bash, використовують крапку як команду для читання файлу та виконання його вмісту в запущеному інтерпретаторі.

### Телеграфія
У телеграмах замість крапки використовували скорочення КРПК (у США — STOP), що давало змогу уникнути спотворення або неправильно розуміння повідомлення внаслідок неправильного розміщення або пропускання[sic] крихітної крапки.

### У розмові
В українській мові слова «крапка» в кінці висловлювання посилює його; воно вказує на відмову від обговорення: «Я не піду з тобою, крапка».

### Фонетичний алфавіт
Міжнародний фонетичний алфавіт використовує крапку для позначення розриву складу.

### Час
У британській англійській мові крапку широко використовують як для 12-годинного, так і для 24-годинного формату (11.15 pm або 23.15). Американська та канадська англійська надає перевагу використанню двокрапки (:) (11:15 PM/pm/pm або 23:15), так само робить BBC, але лише з 24-годинним форматом часу. Також крапку як роздільник часу використовують у ірландській англійській мові, зокрема Raidió Teilifís Éireann (RTÉ), і, меншою мірою, в австралійському, кіпрському, мальтійському, новозеландському, південноафриканському та інших варіантах англійської мови.

## Крапки в інших писемностях

### Грецьке письмо

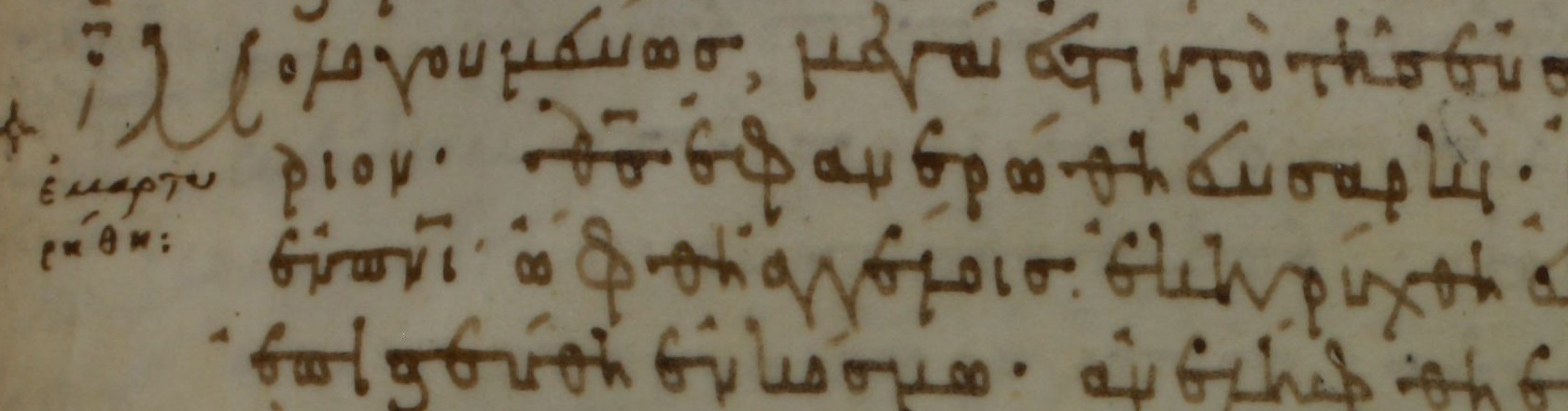
Рукопис Нового Завіту з верхніми та нижніми крапками

Хоча сучасна грецька крапка (τελεία, teleía) романізується як латинська крапка та кодується так само, як і крапка в Юнікоді, історично в грецькій мові використовували верхню крапку, а нижня крапка діяла як свого роду кома, як зазначено вище. Нижню крапку все частіше, але нерегулярно, використовували після IX століття, а повністю адаптовано її після появи друку. Teleia також слід відрізняти від ano teleia, називану «верхня крапка», яка виглядає як інтерпункт і, переважно, функціонує як крапка з комою.

### Вірменське письмо
Вірменське письмо використовує ։ (վերջակետ, verdjaket). Цей символ нагадує двокрапку (:).

### Китайське та японське письмо
Пунктуація, яку застосовують із китайськими ієрогліфами (і в японській мові), часто включає U+3002 。 IDEOGRAPHIC FULL STOP, маленьке коло, яке використовують замість суцільної крапки. При використанні з традиційними символами крапка, як правило, центрується на середній лінії; коли використовується зі спрощеними символами, її зазвичай вирівнюють за базовою лінією. У письмовому вертикальному тексті крапку іноді ставлять угорі праворуч або вгорі посередині. У Юнікоді це символ U+FE12 ︒ PRESENTATION FORM FOR VERTICAL IDEOGRAPHIC FULL STOP

### Корейське письмо
У корейському письмі використовують латинську крапку.

### Брахмічні писемності

#### Наґарі
Індоарійські мови переважно використовують письмо на основі наґарі. У письмі деванаґарі, яке застосовують для написання мовами гінді, майтхілі, непальською тощо, кінця речення позначають вертикальною лінією । (U+0964 «Devanagari Danda»). Вона відома як poorna viraam (крапка). В санскриті для позначення кінця поетичного вірша є додатковий символ ॥ (U+0965 «Devanagari Double Danda»). Однак у деяких мовах на основі деванаґарі, як-от маратхі, використовують латинську крапку.
У східному наґарі, яке використовується для написання бенгальською та ассамською мовами, ту саму вертикальну лінію («।») використовують як крапку (бенгальською мовою — Daa`ri). Крім того, мови одія та пенджабі (які відповідно використовують писемності одія та Ґурмукхі), також використовують цей символ.
Під впливом індійських писемностей, у мові санталі у письмовій формі Ол чикі кінець речення також познають подібним символом: ᱾ (U+1C7E «Ol Chiki Punctuation Mucaad»). Для позначення великого розриву, наприклад, кінця розділу, тут іноді використовують символ ᱿ (U+1C7F «Ol Chiki Punctuation Double Mucaad»).

#### Сингальська
У сингальській мові в доколоніальні часи використовували символ під назвою кундалія : «෴» (U+0DF4 «Sinhala Punctuation Kunddaliya»). Пізніше, зі поширенням паперу, через вплив європейських мов у сингальське письмо введеніо крапки.

#### Південно-Східна Азія
У бірманському шрифті замість крапки використовують символ ။ (U+104B «Myanmar Sign Section»).
Однак у тайській мові відсутній символ для позначення термінальної пунктуації. Речення пишеться без пробілів, і пробілом зазвичай позначають кінець фрази або речення[джерело?].

#### Тибетське письмо
Тибетське письмо використовує дві різні крапки: tshig-grub ། (U+0F0D «Tibetan Mark Shad») позначає кінець частини тексту; дон-тшан ༎ (U+0F0E «Tibetan Mark Nyis Shad») означає кінець цілої теми. Нащадки тибетської писемності також використовують подібні символи. Наприклад, писемність ронг мови лепча використовує ᰻ (U+1C3B «Lepcha Punctuation Ta-Rol») та ᰼ (U+1C3C «Lepcha Punctuation Nyet Thyoom Ta-Rol»)
Однак через, вплив бірманської писемності, писемність мейтей мови маніпурі використовує ꫰ (U+AAF0 «Meetei Mayek Cheikhan») як кому і ꯫ (U+ABEB «Meetei Mayek Cheikhei») для позначення кінця речення.

### Шахмухі
В індоарійських мовах на основі письма насталік, як-от кашмірська, пенджабі, сараїки та урду, як крапку в кінці речення та і скороченнях використовують символ k͟hatma (U+06D4 ۔ ARABIC FULL STOP).

### Боже
У ґеезькому письмі, яке використовують амхарська та кілька інших ефіопських і еритрейських мов, еквівалентом крапки після речення є ˈarat nettib «።», що означає чотири крапки. Дві крапки праворуч трохи розміщують трохи вище від двох ліворуч, між ними є проміжок.

## Unicode
Відповідники крапки в коді Unicode:
- U+002E . FULL STOP
- U+0589 ։ ARMENIAN FULL STOP
- U+06D4 ۔ ARABIC FULL STOP
- U+0701 ܁ SYRIAC SUPRALINEAR FULL STOP
- U+0702 ܂ SYRIAC SUBLINEAR FULL STOP
- U+1362 ። ETHIOPIC FULL STOP
- U+166E ᙮ CANADIAN SYLLABICS FULL STOP
- U+1803 ᠃ MONGOLIAN FULL STOP
- U+1809 ᠉ MONGOLIAN MANCHU FULL STOP
- U+2CF9 ⳹ COPTIC OLD NUBIAN FULL STOP
- U+2CFE ⳾ COPTIC FULL STOP
- U+2E3C ⸼ STENOGRAPHIC FULL STOP
- U+3002 。 IDEOGRAPHIC FULL STOP
- U+A4FF ꓿ LISU PUNCTUATION FULL STOP
- U+A60E ꘎ VAI FULL STOP
- U+A6F3 ꛳ BAMUM FULL STOP
- U+FE12 ︒ PRESENTATION FORM FOR VERTICAL IDEOGRAPHIC FULL STOP
- U+FE52 ﹒ SMALL FULL STOP
- U+FF0E ． FULLWIDTH FULL STOP[13]
- U+FF61 ｡ HALFWIDTH IDEOGRAPHIC FULL STOP
- U+16AF5 𖫵 BASSA VAH FULL STOP
- U+16E98 𖺘 MEDEFAIDRIN FULL STOP
- U+1BC9F 𛲟 DUPLOYAN PUNCTUATION CHINOOK FULL STOP
- U+1DA88 𝪈 SIGNWRITING FULL STOP
- U+E002E  TAG FULL STOP

## У текстових повідомленнях
Дослідники з Бінгемтонського університету провели невелике дослідження, опубліковане 2016 року, з'ясували, що молодь текстові повідомлення, які містять речення, закінчені крапкою, на відміну від тих, що не мали кінцевих знаків пунктуації, сприймає як нещирі, хоча вони зазначили, що їхні результати стосуються лише цього засобу спілкування: «Ми відчували, що, оскільки [текстові повідомлення] є неформальними та викликають відчуття розмови, крапка в цьому контексті виглядає нудно, занадто формально» (англ. Our sense was, is that because [text messages] were informal and had a chatty kind of feeling to them, that a period may have seemed stuffy, too formal, in that context.), — сказала керівниця дослідження Сесілія Клін. Дослідження не виявило впливу на рукописні нотатки.
2016 року Джефф Гуо в The Washington Post стверджував, що стандартним методом пунктуації в текстових повідомленнях став розрив рядка, подібно до використанням розриву рядка в поезії, і що крапка в кінці речення спричиняє сприйняття повідомлення як холодного, гнівного або пасивно-агресивного.
За словами інтернет-лінгвістки Ґретхен Маккаллох, все більше людей сприймають використання крапки в кінці повідомлень як «нечемне». На її думку, що це можна пояснити тим, як ми пишемо та використовуємо програми обміну миттєвими повідомленнями, такі як WhatsApp і Facebook Messenger. Вона додала, що за типовим способом відокремити думки є надсилання кожної думки окремим повідомленням.